# Hossam Ghaly
Hossam El Sayed Ghaly (arab. حسام غالي, ur. 15 grudnia 1981 w Kafr asz-Szajch) piłkarz egipski grający na pozycji defensywnego pomocnika.

## Kariera klubowa
Ghaly jest wychowankiem kairskiego klubu Al-Ahly. Przechodził przez wszystkie szczeble juniorskie i młodzieżowe, a w 2000 roku trafił do pierwszego zespołu. Wtedy też zadebiutował w lidze egipskiej. W 2001 roku wygrał z Al-Ahly Afrykańską Ligę Mistrzów oraz zdobył Puchar Egiptu. Natomiast w 2002 roku został zwycięzcą Superpucharu Afryki, a w 2003 po raz drugi krajowego pucharu.
Latem 2003 Ghaly przeszedł do holenderskiego Feyenoordu. W Eredivisie zadebiutował 21 września 2003 w przegranym 1:3 meczu z PSV Eindhoven. W pierwszym sezonie gry w rotterdamskim zespole rozegrał 13 meczów i zajął 3. miejsce w lidze. Rok później zagrał już w 20 meczach i strzelił swojego premierowego gola w Holandii (w wygranym 4:0 meczu z Willem II Tilburg). Miejsce w podstawowej jedenastce Feyenoordu wywalczył dopiero w sezonie 2005/2006 i w rundzie jesiennej wystąpił w 16 spotkaniach, zdobywając w nich 2 bramki.
W styczniu 2006 Ghaly podpisał kontrakt z Tottenhamem Hotspur, który zapłacił za niego 3 miliony euro. Doznał jednak kontuzji, która wyeliminowała go z gry do końca sezonu i w Premier League zadebiutował dopiero w sezonie 2006/2007. Fakt ten miał miejsce 9 września 2006 w przegranym 0:1 meczu z Manchesterem United. Swoją pierwszą bramkę zdobył w marcu 2007 w zwycięskim 3:1 meczu z Watfordem. W drużynie prowadzonej przez Martina Jola zagrał w 21 meczach i zajął 5. pozycję w lidze, a także wziął udział w rozgrywkach Pucharu UEFA (ćwierćfinał).
W sezonie 2007/2008 Ghaly grał na wypożyczeniu w beniaminku Premier League, Derby County. W jego barwach zagrał 15 razy. W połowie 2008 wrócił do Tottenhamu, gdzie spędził jeszcze pół roku, jednak nie wystąpił już w żadnym meczu. W styczniu 2009 roku podpisał kontrakt z saudyjskim An-Nassr. Występował tam przez 1,5 roku.
W 2010 roku Ghaly ponownie trafił do Al-Ahly Kair. W 2011 roku zdobył z nim mistrzostwo Egiptu. W 2013 roku przeszedł do Lierse SK.
| Sezon   | Klub              | Kraj             | Rozgrywki      | Mecze | Bramki |
| ------- | ----------------- | ---------------- | -------------- | ----- | ------ |
| 2000/01 | Al-Ahly Kair      | Egipt            | 1. liga        | ?     | ?      |
| 2001/02 | Al-Ahly Kair      | Egipt            | 1. liga        | ?     | ?      |
| 2002/03 | Al-Ahly Kair      | Egipt            | 1. liga        | 22    | 1      |
| 2003/04 | Feyenoord         | Holandia         | Eredivisie     | 13    | 0      |
| 2004/05 | Feyenoord         | Holandia         | Eredivisie     | 20    | 1      |
| 2005/06 | Feyenoord         | Holandia         | Eredivisie     | 16    | 2      |
| 2005/06 | Tottenham Hotspur | Anglia           | Premier League | 0     | 0      |
| 2006/07 | Tottenham Hotspur | Anglia           | Premier League | 21    | 1      |
| 2007/08 | Tottenham Hotspur | Anglia           | Premier League | 0     | 0      |
| 2007/08 | Derby County      | Anglia           | Premier League | 15    | 0      |
| 2008/09 | Tottenham Hotspur | Anglia           | Premier League | 0     | 0      |
| 2008/09 | An-Nassr          | Arabia Saudyjska | 1. liga        | 11    | 2      |
| 2009/10 | An-Nassr          | Arabia Saudyjska | 1. liga        | 13    | 1      |
| 2010/11 | Al-Ahly Kair      | Egipt            | 1. liga        | 25    | 2      |
| 2011/12 | Al-Ahly Kair      | Egipt            | 1. liga        | 13    | 2      |
| 2012/13 | Al-Ahly Kair      | Egipt            | 1. liga        | 1     | 0      |
| 2013/14 | Lierse SK         | Belgia           | Eerste klasse  | 21    | 0      |

## Kariera reprezentacyjna
Reprezentacyjną karierę Ghaly rozpoczął od występów w młodzieżowej reprezentacji Egiptu U-21. W 2001 roku wystąpił z nią na Młodzieżowych Mistrzostwach Świata w Argentynie, z których przywiózł brązowy medal.
W pierwszej reprezentacji Egiptu Ghaly zadebiutował w 2002 roku. W 2004 roku wziął udział w Pucharze Narodów Afryki w Tunezji, na którym wystąpił w trzech meczach grupowych, a Egipt nie awansował do dalszej rundy. W 2010 roku wziął udział w wygranym przez Egipt Pucharze Narodów Afryki.